# Jurij Wotincew
Jurij Wsiewołodowicz Wotincew (ros. Юрий Всеволодович Вотинцев, ur. 23 października 1919 w Taszkencie, zm. 29 listopada 2005 w Moskwie) – radziecki generał pułkownik artylerii.

## Życiorys
Był synem przewodniczącego Centralnego Komitetu Wykonawczego (CIK) Turkiestańskiej ASRR Wsiewołoda Wotincewa, zabitego podczas antykomunistycznego powstania w Taszkencie w 1919. Dzieciństwo i młodość spędził z matką w Piotrogrodzie/Leningradzie, gdzie w 1936 skończył szkołę, od lipca 1936 służył w Armii Czerwonej, w październiku 1938 ukończył szkołę artylerii w Sumach. Był dowódcą plutonu szkolnego w szkole artylerii w Tbilisi, od stycznia 1940 pomocnikiem dowódcy baterii i wykładowcą w szkole artylerii, od lipca 1941 wykładał w szkole artylerii w Penzie, gdzie był poza tym dowódcą baterii, od listopada 1942 dowodził dywizjonem moździerzy w Rybińsku. Od marca 1940 należał do WKP(b). Od marca 1943 uczestniczył w walkach na Froncie Woroneskim, walczył w bitwie pod Kurskiem, brał udział w operacji biełgorodzko-charkowskiej, sumsko-połtawskiej, newelsko-gorodokskiej, witebskiej i białoruskiej, w sierpniu 1943 został szefem sztabu pułku moździerzy, od października 1943 walczył na 1 Froncie Nadbałtyckim. Od lutego 1944 był zastępcą dowódcy pułku 71 Dywizji Piechoty Gwardii, w maju-czerwcu 1944 szefem sztabu artylerii, następnie dowódcą artylerii 90 Dywizji Piechoty Gwardii na 1 Froncie Nadbałtyckim, wyróżnił się podczas operacji witebsko-orszańskiej i połockiej, w grudniu 1944 został ciężko kontuzjowany. Po wyleczeniu wrócił do pracy w szkole artylerii w Penzie, w 1947 ukończył ze złotym medalem Akademię Wojskową im. Frunzego i został szefem wydziału operacyjnego sztabu artylerii 5 Armii Nadmorskiego Okręgu Wojskowego w mieście Spask Dalni, a od grudnia 1948 szefem wydziału operacyjnego sztabu artylerii Nadmorskiego Okręgu Wojskowego. Podczas wojny w Korei wielokrotnie wyjeżdżał do Korei i Chin w celu organizowania przygotowania bojowego artylerii armii Korei Północnej i Chin do działań bojowych. W październiku 1953 objął dowództwo artylerii 2 Dywizji Pancernej w Dalekowschodnim Okręgu Wojskowym, w 1955 ukończył ze złotym medalem Akademię Wojskową im. Woroszyłowa, później sprawował funkcje dowódcze w wojskach obrony przeciwlotniczej Moskiewskiego Okręgu Wojskowego, w maju 1959 objął dowództwo samodzielnego Turkiestańskiego Korpusu Obrony Przeciwlotniczej w Taszkencie. Od maja 1963 dowodził samodzielną 12 Armią Wojsk Obrony Przeciwlotniczej, od maja 1967 do lipca 1986 dowodził Wojskami Przeciwrakietowymi Obrony Przeciwlotniczej Kraju. W 1961 został członkiem KC KPK, 1963-1971 był deputowanym do Rady Najwyższej Uzbeckiej SRR. Jego imieniem nazwano ulicę w Kubince.

## Awanse
- Porucznik (październik 1938)
- Starszy porucznik (styczeń 1941)
- Kapitan (sierpień 1943)
- Major (luty 1944)
- Podpułkownik (1948)
- Pułkownik (1952)
- Generał major artylerii (luty 1958)
- Generał porucznik artylerii (1963)
- Generał pułkownik artylerii (25 kwietnia 1975)

## Odznaczenia i nagrody
- Medal Sierp i Młot Bohatera Pracy Socjalistycznej (17 lutego 1984)
- Order Lenina (dwukrotnie - 21 lutego 1978 i 17 lutego 1984)
- Order Czerwonego Sztandaru (czterokrotnie - 26 sierpnia 1943, 1956, 1967 i 21 lutego 1974)
- Order Aleksandra Newskiego (20 sierpnia 1944)
- Order Wojny Ojczyźnianej I klasy (dwukrotnie - 15 lutego 1944 i 11 marca 1985)
- Order Czerwonej Gwiazdy
- Order „Znak Honoru” (15 czerwca 1942)